# Июль 2025 года

Список событий июля 2025 года.

## События
- 1 июля
  - Дело Тимура Иванова: Московский городской суд приговорил бывшего замминистра обороны РФ Тимура Иванова к 13 годам колонии общего режима. Бывший глава компании «Оборонлогистика» Антон Филатов приговорён к 12,5 годам колонии общего режима[1].
  - Против журналиста Юрия Дудя возбудили уголовное дело[2].
  - Конституционный суд Таиланда приостановил полномочия премьер-министра Пхэтхонгтхан Чиннават в связи с обвинениями в нарушении профессиональной этики[3].
  - Президент США Дональд Трамп посетил новый центр для нелегальных мигрантов во Флориде, окруженный болотами с аллигаторами, известный как «Алькатрас с аллигаторами[англ.]»[4][5][6].
  - Сенат США одобрил «Большой прекрасный законопроект» о расходах и налогах[7][8].

- 2 июля
  - Ядерная программа Ирана: Президент Ирана Масуд Пезешкиан распорядился приостановить сотрудничество с МАГАТЭ[9].
  - Рэпер P.Diddy признан виновным в перевозке людей с целью занятия проституцией[10].
  - Более 40 человек числятся пропавшими без вести после того, как у берегов Бали (Индонезия) затонул паром[индон.], на борту которого находилось более 60 человек[11].
  - Пять человек погибли при крушении военного вертолёта в аэропорту Могадишо (Сомали)[12].
  - Астрономы сообщили об обнаружении третьего межзвездного объекта, пролетающего через Солнечную систему, объект получил название 3I/ATLAS[13].
  - Спорт
    - В Швейцарии стартовал 14-й чемпионат Европы по футболу среди женщин[14].
- 3 июля
  - Россия первой в мире официально признала Исламский Эмират Афганистан[15].
  - Национальное собрание Республики Корея утвердило кандидатуру Ким Мин Сока на пост премьер-министра страны[16].
  - Археологи объявили об открытии древнего города Пеньико, который относится к культуре Норте-Чико[17].

- 4 июля
  - Президент США Дональд Трамп подписал «Большой прекрасный законопроект»[18].

- 5 июля
  - Жертвами наводнения в Техасе стали как минимум 129 человек[19].
  - Илон Маск анонсировал создание новой политической партии в США — «Партии Америки»[20].
  - В Турции в рамках расследования дела о коррупции арестованы три мэра, представляющих оппозицию (мэры Адыямана, Антальи и Аданы)[21][22].

- 6 июля
  - Морские силы самообороны Японии согласились экспортировать бывшие в употреблении фрегаты типа «Абукума» военно-морским силам Филиппин[23].
  - Спорт
    - Ван Ихэн выиграл чемпионат мира по скоростной сборке Кубика Рубика со средним временем 4,23 секунды[24].

- 7 июля
  - Некрологи
    - В день объявления об отставке с поста министра транспорта РФ найден мёртвым с огнестрельным ранением Роман Старовойт[25].

  - Преступления и наказания
    - Задержан бывший замглавы Росгвардии Виктор Стригунов. Уголовное дело о махинациях и служебных злоупотреблениях было возбуждено по материалам сотрудников службы безопасности гвардейцев[26].
    - 235-й гарнизонный военный суд приговорил бывшего начальника Главного управления связи Вооруженных сил РФ — заместителя начальника Генерального штаба Вооруженных сил РФ, генерала-полковника Халила Арсланова к 17 годам лишения свободы в колонии строгого режима. Арсланова признали виновным в мошенничестве в особо крупном размере (часть 4 статьи 159 УК РФ) и получении крупной взятки (часть 6 статьи 290 УК РФ).

- 8 июля
  - Международный уголовный суд выдал ордера на арест эмира Афганистана Хибатуллы Ахундзады и председателя Верховного Суда Афганистана Абдулы Хакима Хаккани в связи с ущемлением в Афганистане прав женщин[27].
  - Американо-израильские отношения: Президент США Дональд Трамп провел встречу с премьер-министром Израиля Биньямином Нетаньяху[28].
  - Студия «Гибли» выпустила артбук Хаяо Миядзаки к неснятому приквелу «Навсикаи из Долины ветров»[29].

- 10 июля
  - Армяно-азербайджанские отношения: Премьер-министр Армении Никол Пашинян провел встречу с президентом Азербайджана Ильхамом Алиевым, это были первые их прямые переговоры, до этого они встречались только с участием посредников[30].
  - Британско-французские отношения: Президент Франции Эммануэль Макрон провел встречу с премьер-министром Великобритании Киром Стармером, стороны согласовали схему взаимной депортации нелегальных мигрантов[31][32].

- 11 июля
  - Спорт
    - В Сингапуре стартовал 22-й чемпионат мира по водным видам спорта[33].

- 12 июля
  - Достигнуто соглашение о создании государства Новая Каледония, которое будет иметь автономию, но не получит полную независимость от Франции[34][35].
  - Спорт
    - Представительница Польши Ига Свёнтек выиграла женский одиночный турнир в рамках Уимблдона — третьего в сезоне соревнования серии Большого шлема, обыграв в финальном матче американку Аманду Анисимову со счётом 6:0, 6:0[36].
    - Московский ЦСКА завоевал Суперкубок России по футболу, с минимальным счётом обыграв действующего чемпиона страны «Краснодар»[37].

- 13 июля
  - Спорт
    - Представитель Италии Янник Синнер выиграл мужской одиночный турнир в рамках Уимблдона — третьего в сезоне соревнования серии Большого шлема, обыграв в финальном матче испанца Карлоса Алькараса со счётом 4:6, 6:4, 6:4, 6:4[38].
    - В финале клубного чемпионата мира по футболу лондонский «Челси» разгромил французский «Пари Сен-Жермен» со счётом 3:0; ПСЖ пропустили в этом матче больше голов, чем им забили за весь турнир до него[39].

- 14 июля
  - Президент США Дональд Трамп провёл встречу с генеральным секретарём НАТО Марком Рютте[40][41].
  - Бориса Акунина заочно приговорили к 14 годам колонии[42].
  - МВД России объявило в розыск писателя Дмитрия Быкова[43].
  - Жизель Пелико стала кавалером Ордена Почётного легиона[44].
  - В Хабаровском крае на пути из Охотска в Магадан разбился вертолёт Ми-8, на борту которого было 5 человек[45][46].
  - В Индии в ДТП погиб старейший в мире марафонец Фауджа Сингх[47][48].
- 15 июля
  - Американо-индонезийские отношения: США заключили торговое соглашение с Индонезией[49][50].

- 16 июля
  - Вторжение Израиля в Сирию/Столкновения на юге Сирии: Штаб-квартира Вооружённых сил Сирии и Президентский дворец в Дамаске подверглись бомбардировке со стороны ВВС Израиля[51].
  - На 47‑й сессии Комитета всемирного наследия ЮНЕСКО список пополнился 26 новыми объектами[52].
  - Дженнифер Гирлингс-Саймонс вступила в должность президента Суринама, став первой женщиной на этом посту[53].
  - Спорт
    - В Германии (в регионе Рейн-Рур) стартует Всемирная летняя Универсиада, проходящая под эгидой FISU[54], где впервые за шесть лет выступят российские спортсмены[55].

- 17 июля
  - Юлия Свириденко сменила Дениса Шмыгаля на посту премьер-министра Украины[56].
  - В результате пожара в торговом центре в городе Эль-Кут на востоке Ирака погибли более 60 человек[57].

- 18 июля
  - Президент США Дональд Трамп подписал федеральный закон[англ.] о регуляции стейблкоинов, обеспеченных долларом[58][59].

- 19 июля
  - В результате крушения[англ.] туристического судна в бухте Халонг на севере Вьетнама погибли как минимум 37 человек[60].
  - Гражданская война в Сомали: Морская полиция Пунтленда перехватила грузовое судно, незаконно перевозившее партию турецкого оружия в Могадишо[61][62].
  - Спорт
    - Александр Усик нокаутировал Даниеля Дюбуа и вернул себе титул абсолютного чемпиона мира по боксу в тяжёлом весе[63].

- 20 июля
  - В Японии прошли выборы в Палату советников[64][65]; правящая коалиция ЛДП-Комэйто потеряла большинство[66].
  - Кризис в Красном море: Израиль прекращает работу порта Эйлат из-за долгов и убытков вследствие атак хуситов[67].
  - Американо-эквадорские отношения: Эквадор экстрадировал главаря преступной группировки «Los Choneros» Хосе Масиаса Вильямара в США[68].
  - Президент Украины Владимир Зеленский ввёл персональные санкции против журналистки Юлии Латыниной[69][70].
  - В результате наводнения в Южной Корее 17 человек погибли и 11 пропали без вести[71].
  - При падении автобуса с обрыва в Якутии погибли 14 человек[72].
  - У берегов Индонезии загорелся пассажирский паром KM Barcelona VA с 280 людьми на борту, 6 человек погибли, остальных спасли[73].
  - Спорт
    - Немец Флориан Велльброк завоевал 4 золотые медали из 4 возможных в плавании на открытой воде на чемпионате мира по водным видам спорта в Сингапуре. Он победил на дистанциях 5 км, 10 км, нокауте-спринте на 3 км, а также в составе сборной Германии в командных соревнованиях[74].

- 21 июля
  - Астрономы подтвердили наличие у Бетельгейзе звезды-компаньона[75][76].
  - В результате падения учебного самолёта Chengdu J-7 (F-7) ВВС Бангладеш на кампус колледжа в Дакке как минимум 32 человека погибло и свыше 170 получили ранения[77].
  - Вице-президент Индии Джагдип Дханкхар подал в отставку из-за проблем со здоровьем[78].

- 22 июля
  - Тарифная политика второй администрации Трампа:
    - Американо-филиппинские отношения: Президент США Дональд Трамп провёл встречу с президентом Филиппин Бонгбонгом Маркосом, стороны заключили торговое соглашение, в рамках которого Филиппины будут платить торговые пошлины в размере 19 %, в то время как США не будут платить ничего, также была достигнута договорённость о военном сотрудничестве[79][80].
    - Американо-индонезийские отношения: Также было объявлено, что США и Индонезия заключили торговое соглашение на условиях аналогичным филиппинским, то есть торговые пошлины на товары из Индонезии составят 19 %, в то время как американские товары будут освобождены от пошлин[81].

  - Создатели «Южного Парка» Трей Паркер и Мэтт Стоун заключили сделку с Paramount+, продав за $1,5 млрд права на международный онлайн-показ своего мультсериала в течение пяти лет[82].
  - На Украине начались массовые протесты против принятия закона, лишающего независимости НАБУ и САП, это первые массовые протесты в стране после начала полномасштабной войны в 2022 году[83].
  - Некрологи
    - В возрасте 76 лет умер британский рок-музыкант Оззи Осборн, незадолго до смерти он дал прощальный концерт в Бирмингеме, собрав более 190 млн долларов на благотворительность[84][85].
    - В возрасте 71 года умерла председатель Верховного суда Российской Федерации Ирина Подносова[86].

- 23 июля
  - Азербайджано-армянские отношения: Армения, Азербайджан и США согласовали меморандум по созданию «Моста Трампа», транспортного маршрута через Зангезурский коридор, который соединит Азербайджан с эксклавом Нахичевань, Армения сохранит суверенитет над этим регионом, однако эксплуатацией коридора будет заниматься частная американская компания[87].
  - Американо-японские отношения: Президент США Дональд Трамп сообщил о заключении торговой сделки США и Японии, в рамках которой страны будут платить взаимные торговые пошлины в размере 15 %, также была достигнута договорённость, что Япония инвестирует $550 млрд в США[88].
  - Индийско-китайские отношения: Индия возобновила выдачу туристических виз гражданам Китая, впервые со времён пограничного конфликта в 2020 году[89].
  - Российско-украинские отношения: В Стамбуле прошёл третий раунд российско-украинских переговоров[90].
  - Турция представила на международной выставке вооружений IDEF 2025 свою первую гиперзвуковую ракету Tayfun Block-4[91].
  - Спорт
    - Женская сборная Греции по водному поло выиграла золото чемпионата мира впервые с 2011 года, победив в финале команду Венгрии (12:9)[92].

- 24 июля
  - Жертвами наводнения на Филиппинах стали не менее 19 человек[93]
  - Шесть человек погибли при взрыве на складе боеприпасов в Сирии[94]
  - Камбоджийско-тайский пограничный конфликт: Армии Таиланда и Камбоджи обменялись ударами на спорном участке границы[95].
  - В Амурской области вблизи аэропорта Тынды потерпел крушение пассажирский самолёт Ан-24, погибли все 48 человек, находившиеся на борту[96].
  - Международно-правовой статус Государства Палестина: Президент Франции Эмманюэль Макрон анонсировал официальное признание Палестины Францией в сентябре 2025 года[97].
  - Происшествия и катастрофы
    - В Саратове в результате взрыва газа обрушился подъезд 10-этажного жилого дома. Погибло 7 человек. В Саратовской области объявлен режим чрезвычайной ситуации[98].

  - Спорт
    - Мужская сборная Испании по водному поло 4-й раз в истории стала чемпионом мира, обыграв в финале в Сингапуре команду Венгрии (15:13)[99].
- 26 июля
  - Во Франции аннулировали ордер на арест Башара Асада[100].
  - Международно-правовой статус Государства Палестина: Великобритания может признать Палестину для достижения долгосрочного перемирия в палестино-израильском конфликте[101].
  - Лесные пожары в Греции: Афины обратились за помощью к ЕС[102].
- 27 июля
  - Война в Газе: ЦАХАЛ возобновил воздушную доставку гуманитарной помощи в Газу[103].
  - Президент США Дональд Трамп провёл встречу с председательницей Европейской комиссии Урсулой фон дер Ляйен, в ходе которой была заключена торговая сделка США и Евросоюза, торговые пошлины на импорт в США из стран Евросоюза составят  15 %, а для американских товаров в Евросоюз ставка составит 0 %, кроме того были достигнуты договорённости о закупках военной техники и энергоносителей, а также инвестициях[104][105].
  - Спорт
    - Женская сборная Англии по футболу второй раз подряд выиграла чемпионат Европы, победив в финале в Швейцарии в серии пенальти чемпиона мира 2023 года команду Испании. Лучшим игроком турнира признана испанка Айтана Бонмати[106].
    - Победителем Тур де Франс четвёртый раз в карьере стал словенец Тадей Погачар[107].
- 28 июля
  - Камбоджийско-тайский пограничный конфликт: Исполняющий обязанности премьер-министра Таиланда Пхумтхам Вечаячай и премьер-министр Камбоджи Хун Манет провели переговоры в Малайзии[108][109]; стороны договорились о прекращении огня[110].
  - Российско-северокорейские отношения: в Пхеньяне приземлился первый прямой авиарейс из Москвы[111].
  - Американо-британские отношения: Президент США Дональд Трамп провёл встречу с премьер-министром Великобритании Киром Стармером[112].
  - В результате сильных ливней в Китае погибло 30 человек[113].
  - Шесть человек погибли при стрельбе[англ.] на рынке Ор Тор Кор в Бангкоке (Таиланд)[114].
  - Как минимум пять человек, включая сотрудника полиции, погибли при стрельбе[англ.] в небоскрёбе 345[англ.] на Парк-авеню в Мидтауне (США)[115].
  - В Астрахани обрушился подъезд жилого дома[116].
  - Некрологи
    - Двукратная олимпийская чемпионка и многократная чемпионка мира по биатлону Лаура Дальмайер признана погибшей в горах Пакистана после камнепада на высоте около 5700 метров[117][118].

  - Спорт
    - Индианка Дивья Дешмукх стала обладательницей женского кубка мира по шахматам, обыграв в финале соотечественницу Хампи Конеру со счётом 2½—1½[119].
- 29 июля
  - Около 50 военных погибло при нападении боевиков на военную базу в Буркина-Фасо[120].
  - Двое военных бундесвера погибли при крушении вертолёта недалеко от Лейпцига[121].
- 30 июля
  - На Камчатке произошло землетрясение магнитудой 8,7[122]; это сильнейшее землетрясение в камчатской сейсмофокальной зоне с 1952 года[123]. Предупреждения о цунами были выпущены вдоль тихоокеанского побережья многих стран[124].
  - Спорт
    - В Тбилиси завершился чемпионат мира по фехтованию. Было разыграно 12 комплектов наград, ни одной стране не удалось выиграть более двух золотых медалей[125].
    - Француз Леон Маршан на чемпионате мира по водным видам спорта в полуфинальном заплыве на дистанции 200 метров комплексным плаванием показал время 1:52,69 и побил мировой рекорд Райана Лохте (1:54,00), установленный в 2011 году[126].

  - Интернет-цензура в России
    - Роскомнадзор заблокировал веб-сервис Speedtest после выявления предполагаемых угроз безопасности сети связи общего пользования и сегмента интернета в России[127].

- 31 июля
  - В результате российского ракетного удара по Киеву разрушен подъезд девятиэтажного жилого дома; погиб 31 человек, включая 5 детей, ранены 159[128].
  - Всемирная метеорологическая организация зафиксировала самую длинную в мире молнию — её длина составила 829 км. Она ударила 22 октября 2017 года в США, рекорд был зафиксирован после повторного исследования снимков из космоса[129][130].
  - Санкции против Ирана: Правительство США объявило о введении крупнейшего за последние семь лет пакета санкций, затрагивающего 50 физических и юридических лиц из Ирана, а также свыше 50 иранских судов[131].
  - Тарифная политика второй администрации Трампа: Президент США Дональд Трамп объявил о заключении торговой сделки с Южной Кореей. Пошлины для Южной Кореи составят 15 %, с США они взиматься не будут, также Сеул предоставит Вашингтону $350 млрд для инвестиций и купит энергоресурсы на $100 млрд[132].
  - Цензура Интернета в России: Президент России Владимир Путин подписал закон о введении штрафов до 5 тысяч рублей за умышленный поиск в интернете экстремистских материалов и получение доступа к ним. Закон вступит в силу 1 сентября 2025 года[133][134].